# Martine Catta
Martine Catta, geb. Laffitte (* 14. Oktober 1942) ist eine französische Ärztin. Sie gründete zusammen mit Pierre Goursat die römisch-katholische Gemeinschaft Emmanuel.

## Leben und Wirken
Martine Laffitte absolvierte ein Medizinstudium. Zu Beginn des Studiums hielt sie sich im Jahr 1962 in Florenz auf, wo sie ein tiefes geistliches Erlebnis hatte, das sie sehr stark mit Jesus verband. Durch Père Henri Caffarel ermutigt, gab sie in Paris Interessenten eine Einführung in das christliche Beten. 1971 begegnete sie, vermittelt durch Père Caffarel, zum ersten Mal Pierre Goursat. Es kam zu weiteren Begegnungen und teils sogar zu gemeinsamen Engagements.
1972 war sie als Assistenzärztin der Pariser Krankenhäuser tätig und es kam im Rahmen eines Wochenendes in Troussures im Februar erneut zu einer Begegnung mit Goursat. Sie erfuhren während dieses Wochenendes mehr über die charismatische Erneuerung, die zu dieser Zeit in den USA auch ihren Weg in die katholische Kirche fand. Pierre Goursat und Martine Laffitte gründeten gemeinsam einen Gebetskreis in Paris, aus dem sich Mitte der 1970er Jahre die Gemeinschaft Emmanuel entwickelte.
Im Jahr 1976 heiratete sie Hervé-Marie Catta, der eines der ersten Mitglieder der entstehenden Gemeinschaft Emmanuel war.